# Bagneux (Hauts-de-Seine)
Bagneux is een gemeente in het Franse departement Hauts-de-Seine (regio Île-de-France). De gemeente telde 43.647 inwoners op 1 januari 2022. De plaats maakt deel uit van het arrondissement Antony.

## Geografie
De oppervlakte van Bagneux bedroeg op 1 januari 2022 4,19 vierkante kilometer; de bevolkingsdichtheid was toen 10.416,9 inwoners per km².
De onderstaande kaart toont de ligging van Bagneux met de belangrijkste infrastructuur en aangrenzende gemeenten.

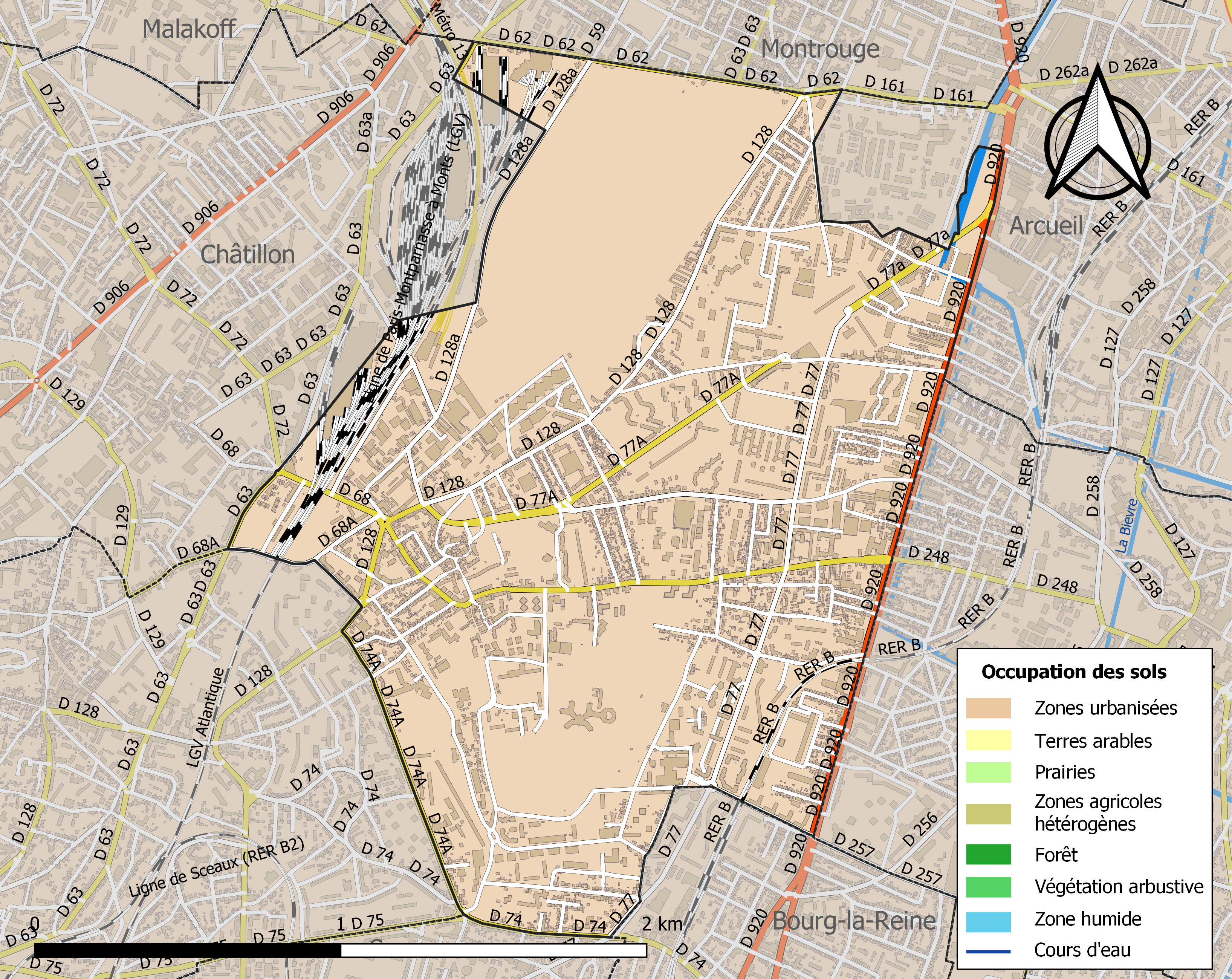

## Demografie
Onderstaande figuur toont het verloop van het inwonertal (bron: INSEE-tellingen).

## Geboren
- Gilles Leroy (1958), schrijver